# Smlouva o konečném uspořádání ve vztahu k Německu

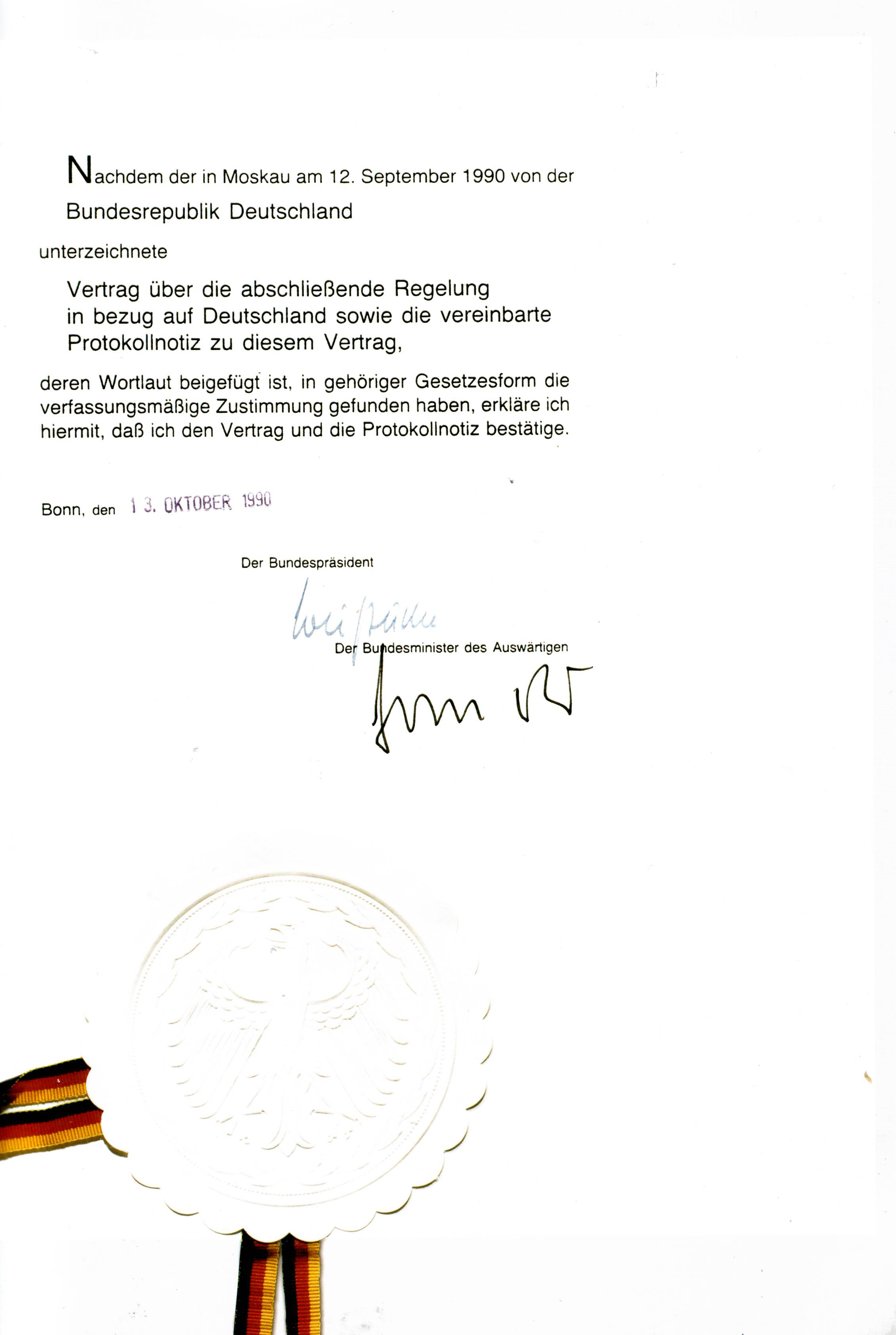
Ratifikace (13. října 1990) smlouvy o sjednocení Německa (oficiální název je „Smlouva o konečném uspořádání ve vztahu k Německu“) s podpisy tehdejšího prezidenta (Richard von Weizsäcker) a ministra zahraničních věcí SRN (Hans-Dietrich Genscher).

Smlouva o konečném uspořádání ve vztahu k Německu (německy Vertrag über die abschließende Regelung in Bezug auf Deutschland, anglicky The Treaty on the Final Settlement With Respect to Germany), známá též jako Smlouva dva plus čtyři (Zwei-plus-Vier-Vertrag, Two Plus Four Agreement), byla podepsána 12. září 1990 v Moskvě a byla základním dokumentem umožňujícím znovusjednocení Německa 3. října 1990.
Smlouvě předcházela jednání mezi zástupci obou tehdejších německých států (SRN a NDR) na straně jedné a zástupci vítězných mocností druhé světové války (USA, Velká Británie, Francie a SSSR); odtud též pochází pojmenování „dva plus čtyři“. Uskutečnění rozhovorů bylo dohodnuto v Ottawě 13. února 1990 u příležitosti konference ministrů zahraničí. K rozhovorům pak došlo 5. května v Bonnu, 22. června v Berlíně, 17. července v Paříži (za účasti Polska) a 12. září v Moskvě, kde byla podepsána i smlouva samotná.
Hlavními tématy rozhovorů byly různé zahraničněpolitické aspekty sjednocení Německa. Fakticky se však jednalo o základní dokument historického významu, protože mezi zúčastněnými stranami do té doby neexistovala žádná řádná mírová smlouva.
Smlouva kodifikovala mimo jiné následující body:
- oba německé státy se zavázaly uznat hranici na Odře a Nise jako závaznou pro Německo a Polsko (bylo později učiněno v Německo-polské smlouvě)
- počet příslušníků ozbrojených sil sjednoceného Německa byl snížen na 370 000
- Německo bude jako celek členem NATO (a také Evropských společenství)
- Německo si nečiní nároky na vlastnění atomových, biologických a chemických zbraní
- jednotky sovětské armády budou z území NDR staženy nejpozději do konce roku 1994

Tím smlouva nejen ukončila nejasný poválečný stav, ale zaručilo Německu plnou suverenitu (fakticky od 15. března 1991) (s výjimkou zbraní ABC).
Smlouvu podepsali: Hans-Dietrich Genscher (SRN), Lothar de Maizière (NDR, v zastoupení), Roland Dumas (Francie), Eduard Ševardnadze (SSSR), Douglas Hurd (Velká Británie) a James Baker (USA).

## „Nerozšiřování NATO“
V rámci jednání měly údajně zaznívat ústní sliby o nerozšiřování NATO směrem na východ. V té době se teprve ukončovala studená válka a nebyla ani jasná budoucnost NATO, uvažovalo se jak o jeho rozpuštění, tak o možném vstupu SSSR. Uzavřená smlouva takový závazek neobsahuje, NATO se k tomu nezavázalo ani v pozdějších smlouvách s Ruskem (např. Zakládající akt Rusko–NATO) a takový slib by byl v rozporu s článkem 10 alianční smlouvy.